# Gynoplistia (Gynoplistia) habbemae
Gynoplistia (Gynoplistia) habbemae is een tweevleugelige uit de familie steltmuggen (Limoniidae). De soort komt voor in het Australaziatisch gebied.